# Mesquita de Hamza Bei
La Mesquita de Hamza Bei (en turc: Hamza Bey Camii, en grec: Χαμζά Μπέη Τζαμί), coneguda localment com Alkazár, és un edifici otomà de Tessalònica, en la Perifèria de Macedònia Occidental, a Grècia. Construïda el 1467-1468 per una dona anomenada Hasfa, és la mesquita més antiga de la ciutat. Va ser batejada en honor de Hamza Bey, identificat per alguns autors com l'il·lustre capità paixà Kapudan paixà de l'armada otomana, beglerbegi d'Anatolia i assetjador de Tessalònica el 1430.

## Història

### Debat sobre la història de la mecenes
Una inscripció amb dedicatòria conservada a la façana del monument indica que el va manar erigir Hasfa, filla de Hamza Bei. Tanmateix, no hi ha pas consens científic sobre la història d'aquestes dues figures. La identificació de la mecenes amb el famós Hamza Bei, executat el 1461 pel voivoda valac Vlad Tepes, continua sent objecte de debat. Machiel Kiel suposa que el mecenes en fou Şarabdar Hamza Bei, un comandant militar que arribà a ser beglerbegi d'Anatòlia el 1460. Heath W. Lowry afirma que el monument fou encarregat per un descendent de Gazi Evrenos, Evrenosoğlu Hamza Bei, en honor de la seua filla Hafsa, que havia mort uns anys abans. En qualsevol cas, un defter del 1478 es refereix a la mesquita amb el nom de Hamza Bei i no pas Hasfa. Tractant d'explicar aquest canvi de nom, el geògraf del segle xvi Asik Mehmed afirma que el nom de Hafsa no s'hi va establir a causa de dificultats de pronunciació.

### Construcció i altres obres durant l'època otomana
L'edifici es va construir el 1467-14687 com a masŷid (mesquita), una petita mesquita sense minaret utilitzada per al culte salat. Es va ampliar abans del 1592-1593, segurament durant la segona meitat del segle xvi, amb dos espais laterals rectangulars voltats (a l'est i a l'oest), un pòrtic reconstruït al nord i un minaret al cantó sud-oest per a convertir-se en una una mesquita per a l'oració dels divendres. Potser en una fase posterior, el pòrtic es va integrar en un peristil, i se'n desplaçà l'entrada principal cap al nord. Basant-se en una segona inscripció, Machiel Kiel afirma que l'edifici fou reconstruït el 1618-1619, després potser d'un incendi o terratrèmol, per Kapuci Mehmed Bei. Aquesta renovació afectà sobretot les parts superiors del monument, en particular les finestres del tambor, mentre que les parts inferiors es van conservar en general.

### Dels usos successius a la utilització futura com a museu
La mesquita estigué oberta al culte fins al 1923. Després de l'intercanvi de poblacions pel Tractat de Lausana, passà a mans del Banc Nacional de Grècia com a propietat bescanviable del muftí de Tessalònica. Llavors es transformà en oficina de telègrafs i edifici militar. Va ser venuda a l'any següent, malgrat estar catalogada com a edifici protegit a Grècia per decret presidencial el 25 de maig del 1926. Passà a ser propietat d'un comerciant grec d'Hamburg, després va ser llegat al Moviment Internacional de la Creu Roja i de la Mitja Lluna Roja el 1977 per la vídua i el fill del propietari, i es va utilitzar durant 78 anys com a centre comercial i cinema.
La mesquita va passar a dependre del Ministeri de Cultura al 2006 i, de llavors ençà, ha estat restaurada pel 9é Eforat d'antiguitats bizantines, amb finançament en part de fons europeus, en relació amb la construcció del metro de Tessalònica. L'excavació de l'estació Venizélou, als voltants de la mesquita, va exigir mesures de consolidació per a remeiar els desequilibris estructurals que s'hi havien observat. Al voltant de la cúpula, quatre anells d'acer inoxidable van reforçar l'edifici contra les vibracions  sísmiques o causades pel funcionament del metro. La restauració també va pretendre retornar-ne al peristil l'estètica original, molt deteriorada pel llarg ús com a cinema.

## Arquitectura
Amb 40 m de llarg i 30 m d'amplada, la Mesquita de Hamza Bei és la més gran de Grècia. La sala de pregària quadrada, de 14,1 m de costat, remata amb una gran cúpula que recolza sobre un tambor octogonal sobre petxines perforat per vuit finestres. Dues cupuletes cobreixen també el pòrtic i l'entrada principal al nord. Les parts inferiors, que daten de l'edifici originari, estan construïdes en aparell paredat, mentre que les modificacions posteriors presenten una maçoneria més lleugera.
El peristil, sorprenentment descentrat, es compon de 23 columnes, sobretot de marbre blanc, però també de marbre verd de Tessàlia, granit roig i gris, amb spolia de capitells romans d'Orient datats dels segles v i vi, que podria procedir d'una basílica proto-romana d'Orient, de la qual s'han trobat vestigis al subsòl de l'edifici. Els arcs són de rajola coberta de guix de colors que imita l'aspecte dels carreus blancs i vermells. Amb aquest vast atri amb columnata, és l'única mesquita d'història arquitectònica otomana no construïda per un sultà i l'única fora de les capitals de Constantinoble i Edirne. També es conserva part del paviment de marbre blanc del pati.